# 344 (numero)
Trecentoquarantaquattro (344) è il numero naturale dopo il 343 e prima del 345.

## Proprietà matematiche
- È un numero pari.
- È un numero composto con i seguenti 8 divisori: 1, 2, 4, 8, 43, 86, 172, 344. Poiché la somma dei suoi divisori (escluso il numero stesso) è 316 < 344, è un numero difettivo.
- È un numero noncototiente.
- È un numero 14-gonale.
- È un numero ottaedrico.
- È un numero palindromo nel sistema di numerazione posizionale a base 7 (1001).
- È parte delle terne pitagoriche (258, 344, 430), (344, 645, 731), (344, 1833, 1865), (344, 3690, 3706), (344, 7392, 7400), (344, 14790, 14794), (344, 29583, 29585).
- È un numero rifattorizzabile in quanto divisibile per il numero dei propri divisori.
- È un numero congruente.

## Astronomia
- 344 Desiderata è un asteroide della fascia principale del sistema solare.

## Astronautica
- Cosmos 344 è un satellite artificiale russo.